# Acraea parapetraea
Acraea parapetraea är en fjärilsart som beskrevs av Henri Schouteden 1919. Acraea parapetraea ingår i släktet Acraea och familjen praktfjärilar. Inga underarter finns listade i Catalogue of Life.